# Задержка психического развития
Заде́ржка психи́ческого разви́тия (ЗПР) — понятие советской дефектологии, в которой подчёркивалась социальная природа нарушения темпа психического развития, когда отдельные психические функции (память, внимание, мышление, эмоционально-волевая сфера) отстают в своём развитии от принятых психологических норм для данного возраста. ЗПР как психолого-педагогическая категория используется только в дошкольном и младшем школьном возрасте; если к окончанию этого периода остаются признаки недоразвития психических функций, то говорят уже о конституциональном инфантилизме или используют иные адекватные ситуации термины.
Само понятие «задержка психического развития», широко использовавшееся в советской психолого-педагогической и медицинской литературе до 90-х годов XX века, к концу этого периода оказалось устаревшим. В 1997 году оно окончательно было выведено из употребления в качестве медицинского (психиатрического) диагноза приказом Министерства здравоохранения № 170, которым на всей территории Российской Федерации вводилась в действие Международная классификация болезней 10-го пересмотра (МКБ-10). В МКБ-10 на смену категории «ЗПР» пришли более обоснованные с научно-медицинской точки зрения и ориентированные на доказательную психиатрическую практику категории, относящиеся к «расстройствам психологического (психического) развития» (МКБ-10: F80—F89; англ.: «disorders of psychological development») и, в меньшей степени, к «эмоциональным расстройствам и расстройствам поведения, начинающимся обычно в детском и подростковом возрасте» (МКБ-10: F90—F98; англ.: «behavioural and emotional disorders with onset usually occurring in childhood and adolescence»). С этого времени формулировка «задержка психического развития» не может использоваться в качестве медицинского диагноза и формально не может противопоставляться психическим расстройствам, включая умственную отсталость, гиперкинетические расстройства, расстройства психологического развития и др.
С утратой значимости в качестве медицинского диагноза понятие ЗПР продолжает использоваться в русскоязычной (преимущественно российской) психолого-педагогической литературе для обозначения темповых характеристик развития без учёта их этиологии, патогенеза и прогноза эффективности лечения. В 2015 году в группу документов Специальных основных общеобразовательных программ начального общего образования ФГОС включена Адаптированная основная общеобразовательная программа начального общего образования обучающихся с задержкой психического развития. Эта программа начала реализовываться с 1 сентября 2016 года в школах Российской Федерации в рамках инклюзивного образования.

## Причины возникновения
Можно выделить четыре клинико-психологических синдрома, которые определяют недостатки познавательной деятельности и обусловливают трудности в обучении.
- Синдром психического инфантилизма
- Церебрастенический синдром
- Гипердинамический синдром
- Психоорганический синдром

Причины ЗПР выделяют следующие:
1. Биологические:
  - патология беременности (тяжелые токсикозы, внутриутробные инфекции, интоксикации, травмы, конфликты в системе крови), внутриутробная гипоксия плода;
  - недоношенность;
  - асфиксия и травмы при родах;
  - инфекционные, токсические, травматические, тяжелые хронические соматические заболевания на ранних этапах развития ребёнка; сенсорная депривация в связи с дефектами зрения и слуха;
  - генетическая обусловленность (наследственные болезни обмена, наследственные формы инфантилизма и олигофрении, генные мутации и т. д.).
2. Социальные:
  - длительное ограничение жизнедеятельности ребёнка;
  - неблагоприятные условия воспитания, частые психотравмирующие ситуации в жизни ребёнка;
  - педагогическая запущенность.

## Классификации
Наиболее часто употребляемыми классификациями в советской и российской психологии являются:
- Классификация М. С. Певзнер и Т. А. Власовой (1972, 1973)

В исследованиях, проведённых в 1972—1973 гг. НИИ дефектологии АПН СССР в ряде городов и сельских местностей СССР (Москва, Иркутская область, Литва, Армения), у 5,8 % всех учащихся младших классов было диагностированно ЗПР. На материалах этих исследований М. С. Певзнер и Т. А. Власовой было предложено разделять общую группу ЗПР на два вида.
1. Неосложнённый психофизический и психический инфантилизм
2. «Вторичная» ЗПР, вызванная стойкой церебрастенией (повышенной истощаемостью психических функций) различного происхождения, возникшей на ранних этапах онтогенеза, в связи с чем нарушается в первую очередь познавательная деятельность и работоспособность.

В дальнейшем на основе этой классификации К. С. Лебединской была предложена классификация по этиопатогенетическому принципу:
1. ЗПР конституционального происхождения (неосложненный психический и психофизический инфантилизм, по классификации М. С. Певзнер и Т. А. Власовой). 
 «Речь идёт о так называемом гармоническом инфантилизме при котором эмоционально-волевая сфера находится как бы на более ранней ступени развития, во многом напоминая нормальную структуру эмоционального склада детей более младшего возраста».[4] Для таких детей характерны яркие, но поверхностные и нестойкие эмоции, преобладание игровой мотивации, повышенный фон настроения, непосредственность. 
Трудности обучения в младших классах связаны с преобладанием игровой мотивации над познавательной, незрелостью эмоционально-волевой сферы и личности в целом. В таких случаях все вышеописанные качества, часто сочетаются с инфантильным типом телосложения (грацильностью). Такое сочетание психических и физических черт, часто обусловлено наследственными факторами, что позволяет видеть в нём один из видов нормативного психофизического развития (А. Ф. Мельникова, 1936; Г. Е. Сухарева, 1965). Иногда его так же связывают с особенностями внутриутробного развития, в частности, многоплодия (Г. П. Бертынь (1970) об относительной частоте гармонического инфантилизма у близнецов)
2. ЗПР соматогенного происхождения. 
 Этот тип психической задержки обусловлен влиянием различных тяжёлых соматических состояний, перенесённых в раннем возрасте (операции с наркозом, болезни сердца, малая подвижность, астенические состояния). «Нередко имеет место и задержка эмоционального развития — соматогенный инфантилизм, обусловленный рядом невротических наслоений — неуверенностью, боязливостью, капризностью, связанными с ощущением своей физической неполноценности»[4]
3. ЗПР психогенного происхождения. Этот тип нарушения связан с неблагоприятными условиями воспитания, рано возникшими и длительно действующими. ЗПР такого типа возникает в трёх основных случаях:
  1. Недостаточная опека, безнадзорность. Это наиболее часто встречающийся вариант. В таких случаях у ребёнка наблюдается аномальное развитие личности по типу психической неустойчивости (Г. Е. Сухарева, 1959; В. В. Ковалёв, 1979 и др.). У ребёнка не воспитываются формы поведения, связанные с активным торможением аффекта. Не стимулируется развитие познавательной деятельности, интеллектуальных интересов. Наблюдаются черты незрелости эмоционально-волевой сферы, а именно: аффективная лабильность, импульсивность, повышенная внушаемость. Так же наблюдается недостаток базовых знаний и представлений, необходимых для усвоения школьной программы. Лебединская отмечает отдельно, что этот тип ЗПР следует отличать от явлений педагогической запущенности, которые являются не патологическим явлением, а ограниченным дефицитом знаний и умений вследствие недостатка интеллектуальной информации.
  2. Гиперопека, или воспитание по типу «кумира семьи». Чаще всего бывает у тревожных родителей. Они «привязывают» ребёнка к себе, одновременно и потакая капризам ребёнка, и заставляя его поступать наиболее удобным и безопасным для родителя способом. Из окружения ребёнка устраняются любые препятствия или опасности, как реальные так и мнимые. Таким образом, ребёнок лишается возможности самостоятельно преодолевать трудности, соотносить свои желания и потребности с усилиями, которые надо приложить, чтобы их реализовать, в результате, возникает всё та же неспособность к торможению собственного аффекта, эмоциональная лабильность, и т. д. Ребёнок не самостоятелен, не инициативен, эгоцентричен, не способен к длительному волевому усилию, чрезмерно зависим от взрослых. Развитие личности идёт по принципу психогенного инфантилизма.
  3. Развитие личности по невротическому типу. Наблюдается в семьях с очень авторитарными родителями или там где допускается постоянное физическое насилие, грубость, деспотичность, агрессия к ребёнку, другими членами семьи. У ребёнка могут возникнуть навязчивости, неврозы или неврозоподобные состояния. Формируется эмоционально-незрелая личность, для которой характерны страхи, повышенный уровень тревожности, нерешительность, неинициативность, возможен и синдром выученной беспомощности. Интеллектуальная сфера страдает, так как вся деятельности ребёнка подчинена мотиву избегания неудачи, а не достижению успеха, следовательно такие дети, в принципе, не будут делать ничего, что могло бы лишний раз подтвердить их несостоятельность.
4. ЗПР церебрально-органического происхождения. Это наиболее часто встречающийся вариант. Среди детей с задержкой психического развития церебрально-органического происхождения И. Ф. Марковская выделяет группы с проявлениями психической неустойчивости и психической тормозивности. Дети первой группы шумные и подвижные: на переменах и прогулках забираются на деревья, катаются на перилах, громко кричат, пытаются участвовать в играх других детей, но, не умея следовать правилам, ссорятся, мешают другим. С взрослыми бывают ласковыми и даже назойливыми, но легко вступают в конфликт, проявляя при этом грубость и крикливость. Чувства раскаяния и обиды у них неглубокие и кратковременные. 
При психической тормозивности наряду с личностной незрелостью особенно проявляется несамостоятельность, нерешительность, робость, медлительность. Симбиотическая привязанность к родителям приводит к трудностям привыкания к школе. Такие дети часто плачут, скучают по дому, избегают подвижных игр, теряются у доски и часто не отвечают, даже зная правильный ответ. Низкие оценки и замечания могут вызвать у них слёзы.

Интересна также классификация В. В. Ковалёва (1979). Он выделяет четыре варианта ЗПР, обусловленных влиянием биологических факторов:
1. Дизонтогенетический (при психическом инфантилизме);
2. Энцефалопатический (при негрубых органических поражениях ЦНС);
3. ЗПР вторичного характера при сенсорных дефектах (при ранних нарушениях зрения, слуха),
4. ЗПР связанная с ранней социальной депривацией (например при госпитализме).

## Межличностное общение
У дошкольников с задержкой психического развития неполноценны все предпосылки, необходимые для формирования и развития процесса общения: познавательная и речевая активность, речемыслительная деятельность, не сформированы все виды речевой деятельности и её компоненты [2; 4].
Общение со сверстниками у детей со слабовыраженными отклонениями в психофизическом развитии носит эпизодический характер. Дети, не имеющие отклонений в развитии, обычно общаются с такими детьми редко, почти не принимают их в свои игры. Находясь в группе нормально развивающихся сверстников, ребёнок с задержкой психического развития практически с ней не взаимодействует. Большинство детей предпочитают играть в одиночку. В тех случаях, когда дети играют вдвоем, их действия часто носят несогласованный характер [1]. Сюжетно-ролевую игру дошкольников с задержкой психического развития можно определить скорее как игру «рядом», чем как совместную деятельность. Общение по поводу игры наблюдается редко.
На занятиях дети предпочитают работать в одиночестве. При выполнении практических заданий, предполагающих совместную деятельность, сотрудничество наблюдается крайне редко, дети почти не общаются друг с другом.
Можно говорить о значительном отставании в формировании навыков общения в процессе беседы у дошкольников со слабовыраженными отклонениями в психическом развитии. Это отставание обусловлено как недоразвитием всех психических процессов, так и динамическими нарушениями всех видов речевой деятельности, выражающимися в неумении полно и четко отвечать на вопросы, спрашивать, высказываться в присутствии окружающих, слушать других, продолжать начатый разговор [3].
Дети с задержкой психического развития имеют тягу к контакту с детьми более младшего возраста, которые лучше их принимают [4]. А у некоторых детей возникает страх перед детским коллективом, и они избегают его.

## Особенности эмоционального состояния
У дошкольников с задержкой психического развития наблюдается отставание в развитии эмоций, наиболее выраженными проявлениями которого являются эмоциональная неустойчивость, лабильность, слабость волевых усилий, несамостоятельность и внушаемость, отмечается состояние беспокойства, тревожность, личная незрелость в целом, легкость смены настроений и контрастных проявлений эмоций. Они легко и, с точки зрения наблюдателя, часто немотивированно переходят от смеху к плачу и наоборот.
Отмечается нестойкость к фрустрирующим ситуациям. Незначительный повод может вызвать эмоциональное возбуждение и даже резкую аффективную реакцию, неадекватную ситуации. Такой ребёнок то проявляет доброжелательность по отношению к другим, то вдруг становится злым и агрессивным. При этом агрессия направляется не на действие личности, а на саму личность.
Эмоциональная лабильность проявляется в неустойчивости настроений и эмоций, быстрой их смене, легком возникновении эмоционального возбуждения или плача, иногда — немотивированных проявлениях аффекта. Нередко у детей возникает состояние беспокойства.
Неадекватная веселость и жизнерадостность выступают, скорее, как проявление возбудимости, неумения оценить ситуацию и настроение окружающих.
Определяя более или менее успешно по внешнему выражению эмоции других людей, дети с задержкой психического развития часто затрудняются охарактеризовать собственное эмоциональное состояние в той или иной ситуации. Это свидетельствует об определённом недоразвитии эмоциональной сферы, которое оказывается довольно стойким.
Значительным своеобразием отличается развитие личности детей рассматриваемой категории. Для них характерна низкая самооценка, неуверенность в себе (особенно у школьников, которые какое-то время до специальной школы обучались в школе общего назначения).
Играть они предпочитают в одиночку. У них не отмечается выраженных привязанностей к кому-либо, эмоциональных предпочтений кого-то из сверстников, то есть не выделяются друзья, межличностные отношения неустойчивы.
Взаимодействие носит ситуативный характер. Дети предпочитают общение со взрослыми или с детьми старше себя, но и в этих случаях не проявляют значительной активности.
Существенно отметить своеобразие проявлений регулирующей роли эмоций в деятельности дошкольников с задержкой психического развития. Трудности, которые встречают дети при выполнении заданий, часто вызывают у них резкие эмоциональные реакции, аффективные вспышки. Такие реакции возникают не только в ответ на действительные трудности, но и вследствие ожидания затруднений, боязни неудачи. Эта боязнь значительно снижает продуктивность детей в решении интеллектуальных задач и приводит к формированию у них заниженной самооценки (Н. Л. Белопольская).
Недоразвитие эмоциональной сферы проявляется в худшем, по сравнению с нормально развивающимися детьми, понимании эмоций как чужих, так и собственных. Успешно опознаются только конкретные эмоции. Собственные простые эмоциональные состояния
опознаются хуже, чем эмоции изображенных на картинах персонажей (Е. С. Слепович).
Можно предположить, что эти проявления трудностей в понимании эмоций связаны с несформированностью соответствующих образов — представлений. Вместе с тем следует отметить, что дети с задержкой психического развития достаточно успешно выделяют на картинках причины эмоциональных состояний персонажей, что оказывается недоступным умственно отсталым дошкольникам.
Имеющиеся данные говорят о том, что дети с задержкой психического развития при рассмотрении изображения значительно легче опознают эмоциональные состояния людей в контексте общей ситуации (сюжета), чем по выражению лиц или по выразительным движениям (Т. З. Стернина). Кроме того, было обнаружено определённое сходство в опознании эмоциональных состояний всеми группами детей, а именно, все они лучше опознают радость и гнев, хуже страх.
Дети с задержкой психического развития опознают эмоцию страдания лучше, чем нормально развивающиеся сверстники.
В целом все дети младшего возраста (дошкольного и младшего школьного) лучше воспринимают те эмоции, в изображении которых больше мимических знаков.
При изучении опознания пяти эмоциональных состояний (радости, гнева, страха, удивления и грусти) по различным частям лица (рта и бровей) выяснилось, что при существовании определённого разброса показателей отмечаются определённые закономерности, свойственные детям данной категории и характеру задержкой психического развития. В частности, было установлено, что дети с более выраженной задержкой психического развития и задержкой психического развития, обусловленной социальной депривацией, хуже опознают эмоциональное состояние по мимике лица.
В общении со сверстниками они часто не находят общего языка, так как язык слишком эмоционален, редко может удержать роль. Компенсаторно-эмоциональные реакции могут быть как по интрапунитивному, так и по экстрапунитивному типу, часто возможен смешанный тип реагирования.
Таким образом у детей с задержкой психического развития наблюдается отставание в развитии эмоциональной сферы, что в свою очередь влияет на развитие основных компонентов познания: на ощущение, восприятие, память, мышление.
В результате неблагополучия в сфере межличностных отношений у детей создается отрицательное представление о самом себе: они мало верят в собственные способности и низко оценивают свои возможности.